# Jacobo Siruela
 (décembre 2017).
Si vous disposez d'ouvrages ou d'articles de référence ou si vous connaissez des sites web de qualité traitant du thème abordé ici, merci de compléter l'article en donnant les références utiles à sa vérifiabilité et en les liant à la section « Notes et références ».
Jacobo Fitz-James Stuart y Martínez de Irujo, plus connu comme Jacobo Siruela, né le 15 juillet 1954 à Madrid, est un aristocrate espagnol, XXIVe comte de Siruela, éditeur, écrivain, designer et jardinier. Il dirige Ediciones Atalanta depuis 2005.

## Biographie

### Naissance et famille
Jacobo naît à Madrid en 1954 au sein de la Maison d'Albe, une des familles les plus importantes de l'aristocratie espagnole. Il est le troisième fils de la XVIII duchesse de Alba de Tormes, Cayetana Fitz-James Stuart et de Luis Martínez de Irujo y Artázcoz, fils du duc de Sotomayor et marquis de Casa Irujo.
De même que son frère aîné, Carlos Fitz-James Stuart y Martínez de Irujo, XIXe duc de Alba de Tormes et actuel chef de la Maison d'Albe, il a inversé l'ordre de ses noms de famille : Fitz-James Stuart y Martínez de Irujo au lieu de Martínez de Irujo y Fitz-James Stuart.
Le 1er novembre 1980, il se marie avec María Eugenia Fernández de Castro y Fernández-Shaw au palais de Liria. Ils divorcent en 1998. Deux enfants naîtront de ce mariage : Jacobo et Brianda.
Depuis 2004, il est marié avec Inka Martí Kiemann.

### Carrière professionnelle

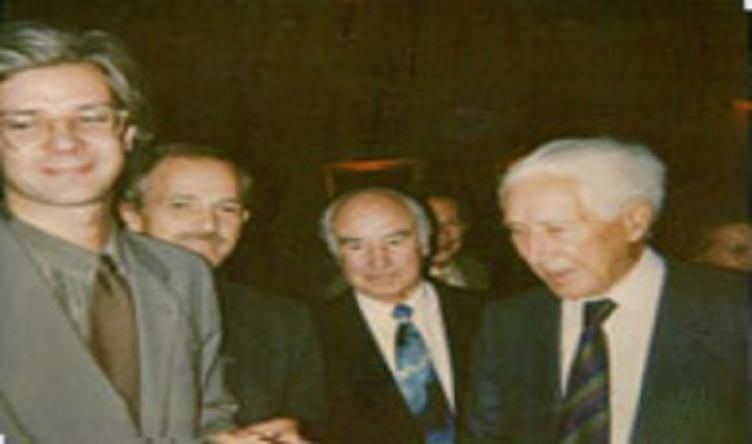
De gauche à droite, Jacobo Siruela, Antonio Escohotado, Albert Hofmann et Ernst Jünger. Cette photo date de 1992 et elle fut prise au Palais de Liria.

Il étudie la philosophie et les lettres à l'Université autonome de Madrid.
En 1980, il édite un livre de bibliophilie, La muerte del rey Arturo, d'un auteur anonyme français du XIIIe siècle qui remporte le prix au meilleur travail éditorial décerné par le Ministère de la Culture.
En 1982, il fonde Ediciones Siruela. Le premier livre édité est Sir Gawain y el Caballero Verde, qui inaugure la collection où seront publiés pour la première fois en Espagne les romans les plus importants du cycle arthurien. En 1983, il édite La Bibliothèque de Babel, dirigée et préfacée par Jorge Luis Borges et publiée en Italie par Franco Maria Ricci. En 1987, il crée sa propre collection de littérature fantastique, « El Ojo sin Párpado ».
En décembre 1985, il publie le premier numéro de El Paseante, revue culturelle interdisciplinaire. La revue disparaît en 1998.
En 1989, il lance une collection de littérature contemporaine, "Libros del Tiempo", qui est inaugurée par le célèbre essai d'Italo Calvino, Seis propuestas para el próximo milenio. Robert Walser, Amos Oz, George Steiner, Álvaro Mutis, António Lobo Antunes, María Zambrano, Peter Sloterdijk, Jun'ichirō Tanizaki, James Hillman, Clarice Lispector, Cees Nooteboom, Edmond Jabès, Antonio Gamoneda, Juan Eduardo Cirlot, Henry Corbin, Walter F. Otto, Károly Kerényi, Raimon Panikkar, Gershom Scholem, Leonora Carrington, Luis Cernuda, Felisberto Hernández, Carmen Martín Gaite, Jostein Gaarder et Hans Magnus Enzensberger sont certains des écrivains, philosophes et poètes qui font partie du catalogue.
Jacobo Siruela crée d'autres collections comme : "El Árbol del Paraíso", "La Biblioteca Azul", "Biblioteca Medieval", "La Biblioteca Sumergida", "Biblioteca de Ensayo" (Serie mayor y Serie menor), "Biblioteca Italo Calvino" et "Biblioteca Lobo Antunes", et la collection de littérature pour enfants "Las Tres Edades" dirigée par Michi Strausfeld, avec des succès tels que El mundo de Sofía et Caperucita en Manhattan.
Il publie aussi certains livres qui représente un vrai défi éditorial, comme l'édition du plus grand traité espagnol d'architecture : El Templo de Salomón du jésuite de Cordoue Juan Bautista Villalpando (1552-1608).
En 2000, il vend la totalité de sa maison d'édition à Germán Sánchez Ruipérez, mais il conserve un poste de directeur éditorial.
En 2004, il remporte le Prix national au meilleur travail éditorial concédé par le Ministère de la Culture. Il remporte aussi le Prix Daniel Gil de design éditorial.
En 2005, il quitte Ediciones Siruela pour fonder avec son épouse, la journaliste Inka Martí, les Ediciones Atalanta, dont le siège se trouve à Vilahur (province de Gérone). Atalanta développe son catalogue à travers trois collections qui symbolisent la brièveté, la mémoire et l'imagination : "Ars Brevis", dédiée aux récits brefs et aux auteurs classiques tels que Vivant Denon, Apulée, Vernon Lee, H. G. Wells, D. H. Lawrence, Ivan Tourgueniev, Thomas de Quincey, Oscar Wilde, Heinrich von Kleist et Alejo Carpentier, mais aussi des découvertes telles que Nicolás Gómez Dávila, Naiyer Masud, Robert Aickman, Ludmila Petrouchevskaïa ou Yasutaka Tsutsui. Plusieurs anthologies sont publiées (sur les vampires, les récits fantastiques, le miroir ou le décadentisme). La collection "Memoria Mundi" publie pour la première fois en espagnol Le Dit du Genji de Murasaki Shikibu, le Jin Ping Mei, le Rāmāiana, le Yijing, la première édition complète en espagnol de l'Histoire de ma vie de Giacomo Casanova, les œuvres complètes d'Arthur Rimbaud, Les Mille et Une Nuits ou Histoire de la décadence et de la chute de l'Empire romain d'Edward Gibbon. Finalement, la collection "Imaginatio Vera" offre une perspective sur des œuvres littéraires et spirituelles basées sur l'imagination avec des auteurs tels que Patrick Harpur, René Daumal, James Hillman, Michael Maier, Max Ernst, Joscelyn Godwin, Károly Kerényi, Alain Daniélou, William Blake ou Joseph Campbell.

## Œuvres
En 2010, Jacobo Siruela publie son premier livre, El mundo bajo los párpados,, qui est bien accueilli par la critique (le livre est 2e dans la catégorie essai des meilleurs livres de l'année du supplément littéraire Babelia du quotidien El País. Il figure aussi parmi les 10 meilleurs livres de l'année selon la revue Qué Leer).
Il publie aussi deux anthologies consacrées aux vampires (2010) et aux récits fantastiques (2013).
Il est l'auteur du texte "Historia mínima de la Casa de Alba", publié dans le volume collectif sur El palacio de Liria (2012).
En automne 2015, Jacobo Siruela publie son deuxième essai, Libros, secretos,,.
En novembre 2017, il publie El lector decadente, une anthologie en compagnie de Jaime Rosal consacrée au décadentisme avec des textes de Baudelaire, Gautier, Ducasse, Barbey, Richepin, Villiers de l'Isle-Adam, Huysmans, Moréas, Schwob, Louÿs, Bloy, Mallarmé, Mirbeau, Lorrain, Lansdown, Stenbock, Beerbohm, Wilde, Beardsley et Crowley,,.